# Tipula rondaniana
Tipula rondaniana är en tvåvingeart som beskrevs av Alexander 1970. Tipula rondaniana ingår i släktet Tipula och familjen storharkrankar. Inga underarter finns listade i Catalogue of Life.